# Ford S-Max
Ford S-Max  — мінівен, який представляє європейська філія американського автовиробника Ford у модельному ряді з 2006 року і займає позицію між Ford C-Max і Ford Galaxy.

## Перше покоління

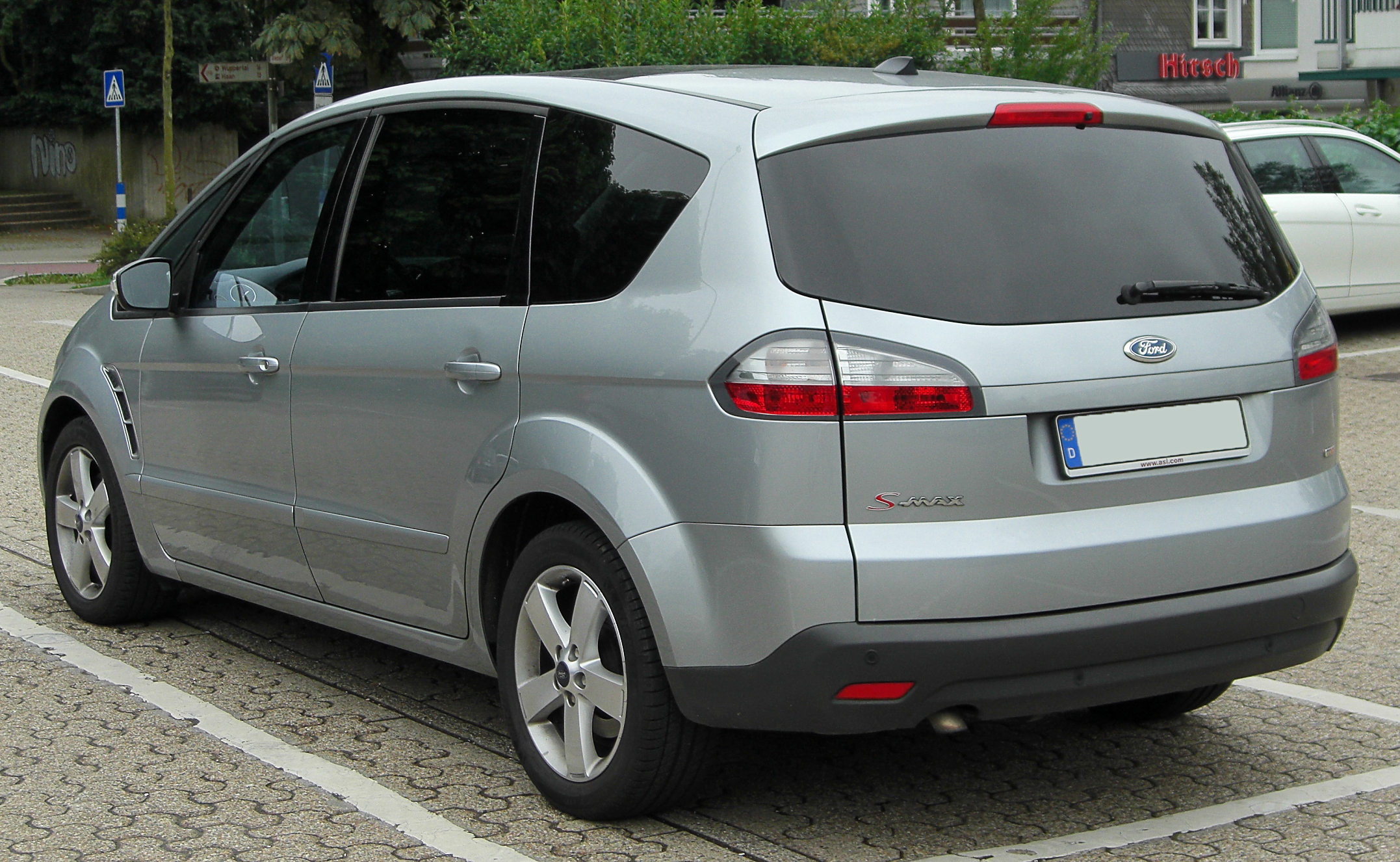
Ford S-Max (2006-2010)

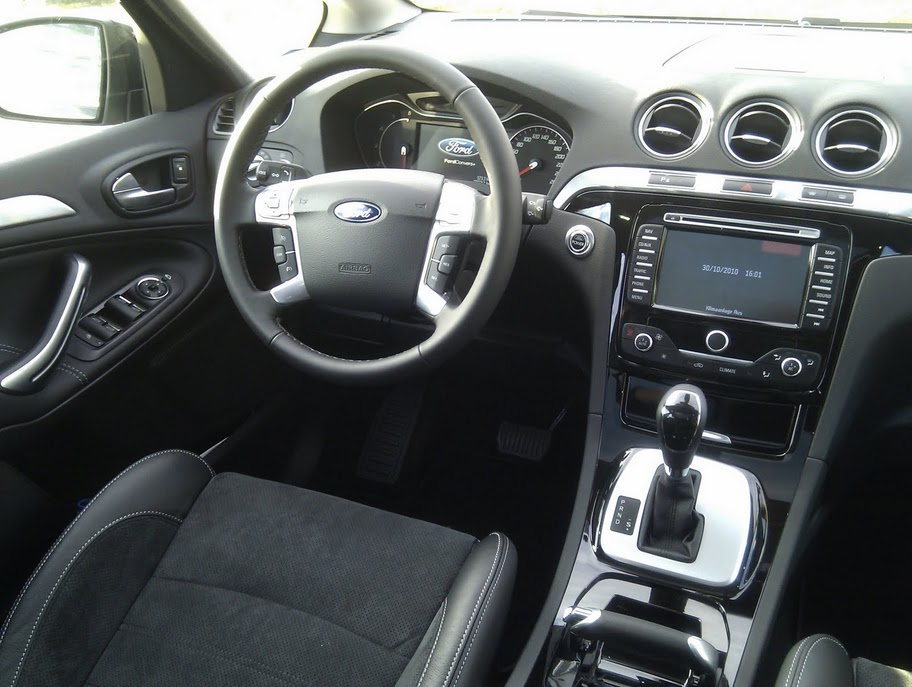
Салон

Офіційна прем'єра мінівена Ford S-Max відбулася на автошоу в Женеві в 2006 році. Автомобіль побудований на тій же платформі, що і новий Ford Galaxy. Автомобіль оснащується п'ятьма посадковими місцями (7 місць - опціонально) і може перевозити вантаж довжиною до 1,8 метра. Ford S-Max виробляється в Генке, Бельгія. У 2007 році був названий найкращим автомобілем року в Європі. 
У 2008 році автомобіль посів 1-е місце за обсягами продажів великих мінівенів у Європі, що становить 27% ринку (32269 за 1-е півріччя 2008), це майже в 2 рази більше що знаходиться на 2-му місці Ford Galaxy.
У 2010 році автомобіль модернізували. Змін зазнали: світлодіодні фари, передній бампер, хромовані бічні молдинги, смужка на двері багажника.
|  |  |

### Результати з Краш-Тесту
За результатами краш-тестів проведених європейською організацією Euro NCAP в 2006 році Ford S-Max отримав 5 зірок.
| Зірки в Euro NCAP з Краш-тесту |

## Друге покоління

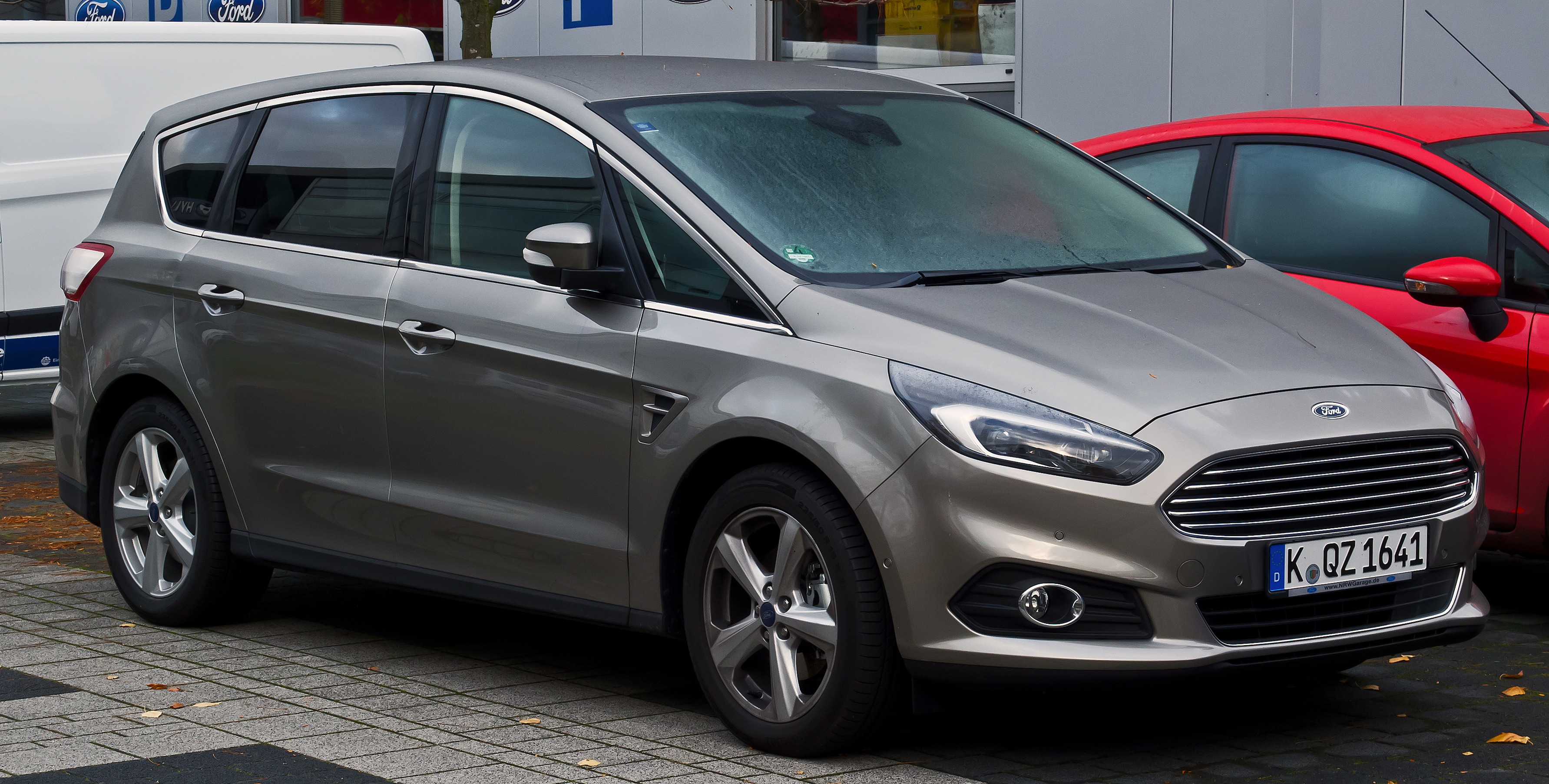
Ford S-Max II (2014-2019)

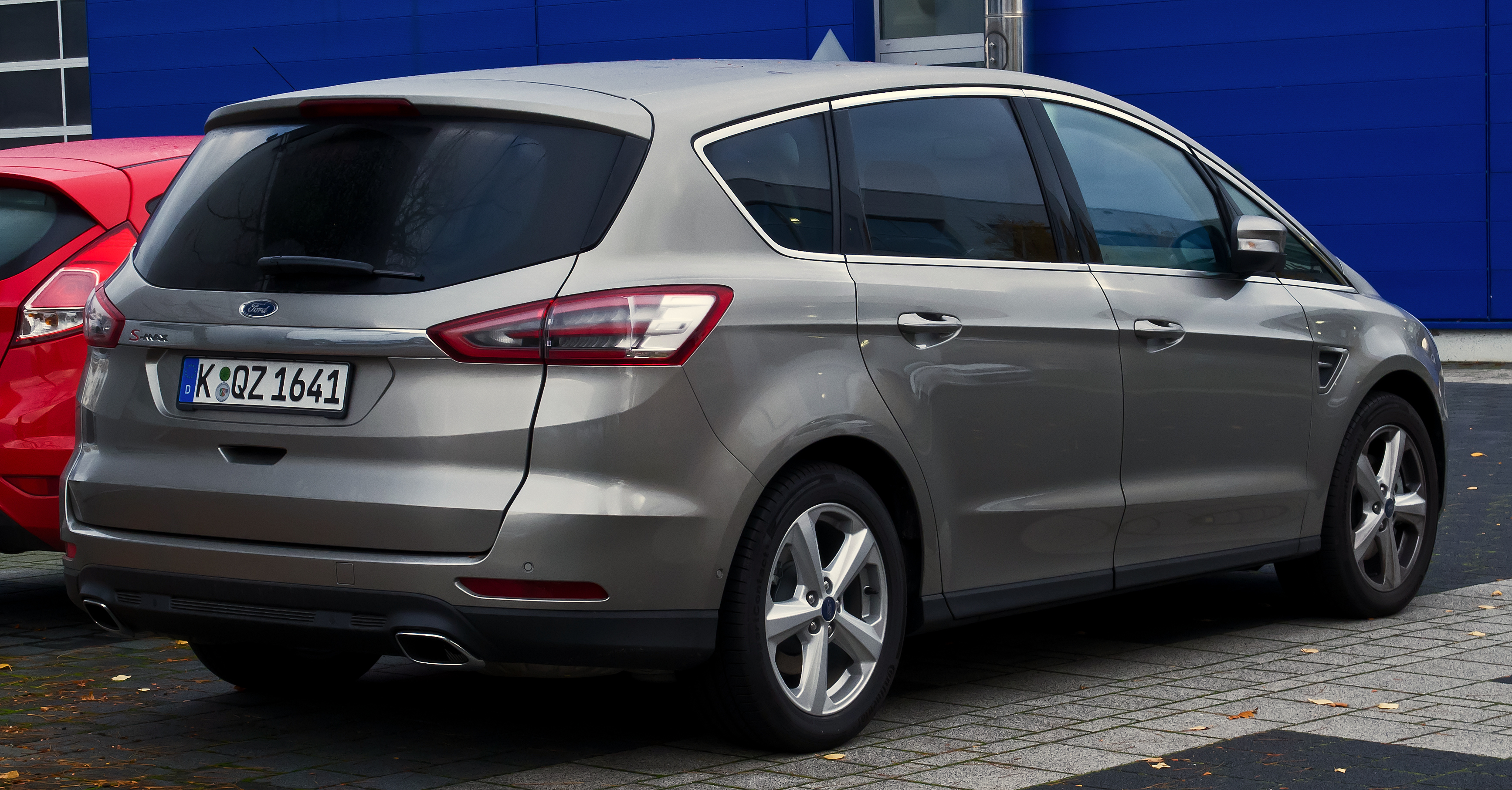
Ford S-Max II (2014-2019)

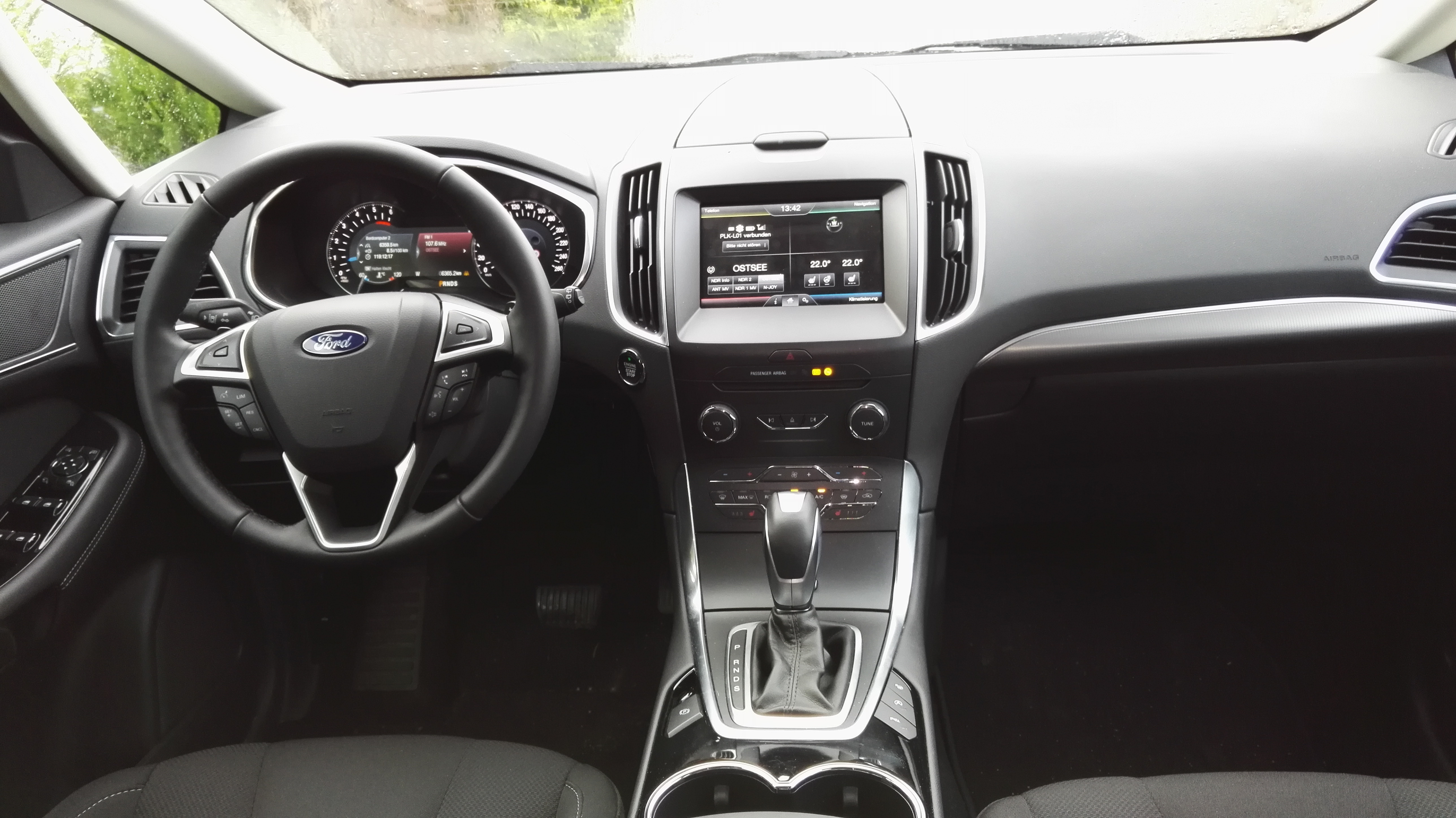
Салон

На Паризькому автосалоні в жовтні 2014 року дебютував Ford S-Max другого покоління. Друге покоління автомобіля поєднує в собі риси оновлених моделей Ford Focus 3 покоління і Fiesta 7 покоління. Відмінною особливістю автомобіля є масивна решітка радіатора і фари. Автомобіль розділяє свою платформу з 5 поколінням Mondeo.

Інтер'єр автомобіля має обширні налаштування, 32 комбінації. В S-Max II вперше Ford використовував факультативний інноваційний світлодіодний динамічний світ з Highbeam відблисками. Система сама визначає смугу зустрічного руху і охоплює окремі світлодіоди, з тим щоб усунути ризик засліплення, ослаблюючи інтенсивність освітленості дороги.

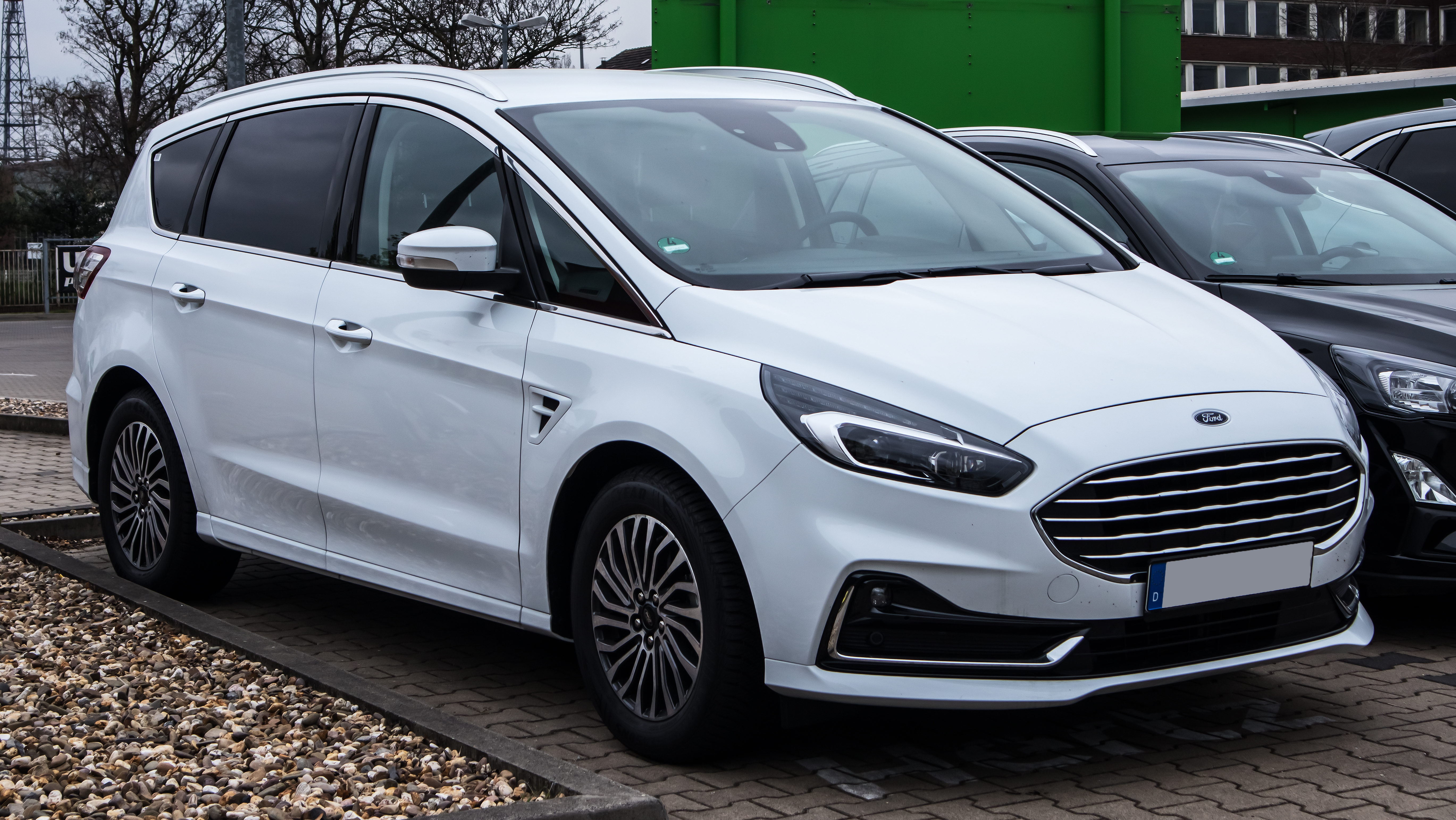
Ford S-Max II (2019-2023)
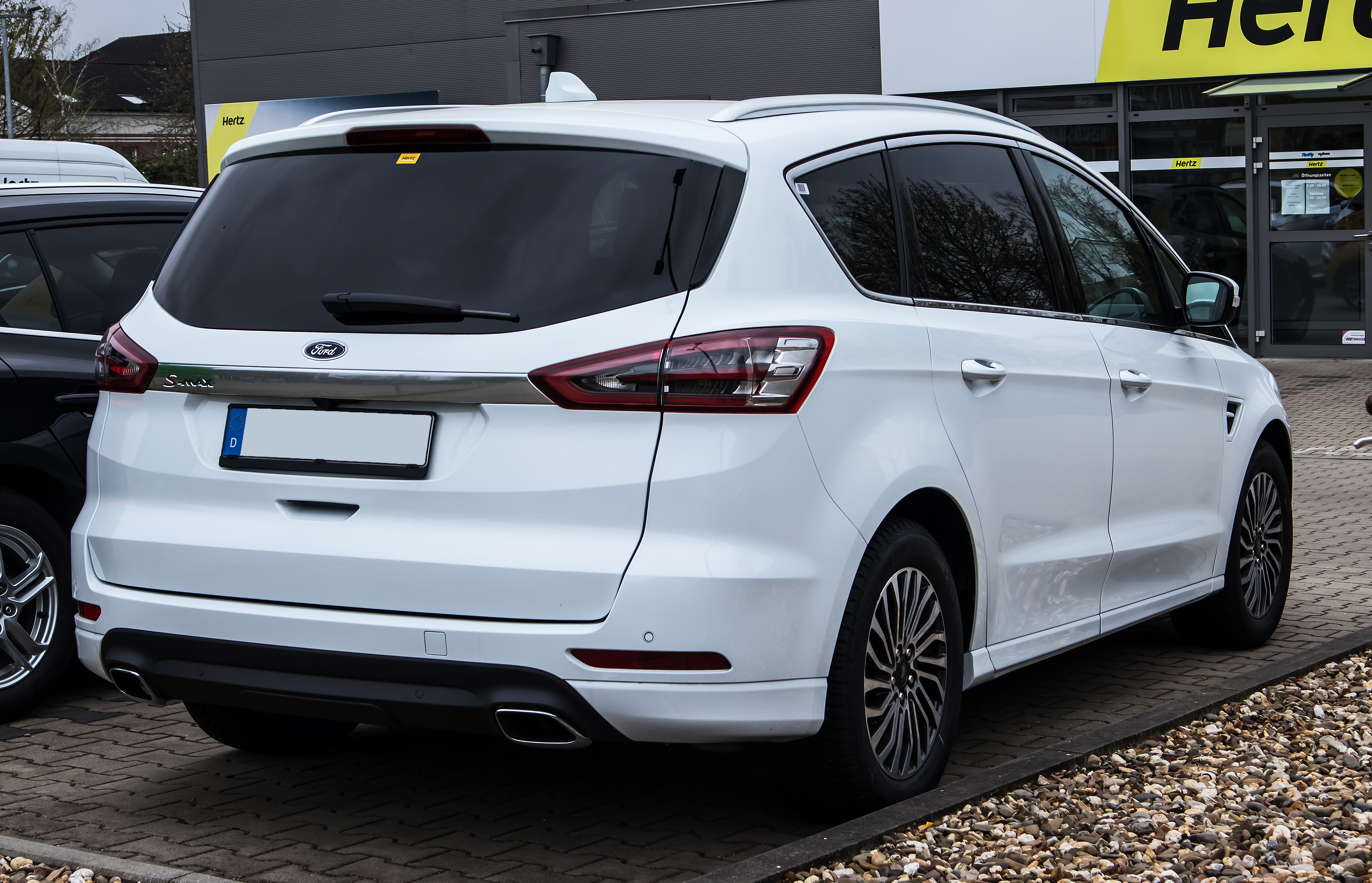
Ford S-Max II (2019-2023)

### Двигуни
Бензинові:
- 1.5 EcoBoost 160HP
- 2.0 EcoBoost 240HP Auto

hybrid:
- 2.5 L Duratec iVCT Atkinson cycle I4

Дизельні:
- 2.0 L Duratorq I4 (2015–2019)
- 2.0 L EcoBlue I4 turbo (2019–2023)
- 2.0 L EcoBlue I4 twin-turbo (2019–2023)